# Louis Ritman

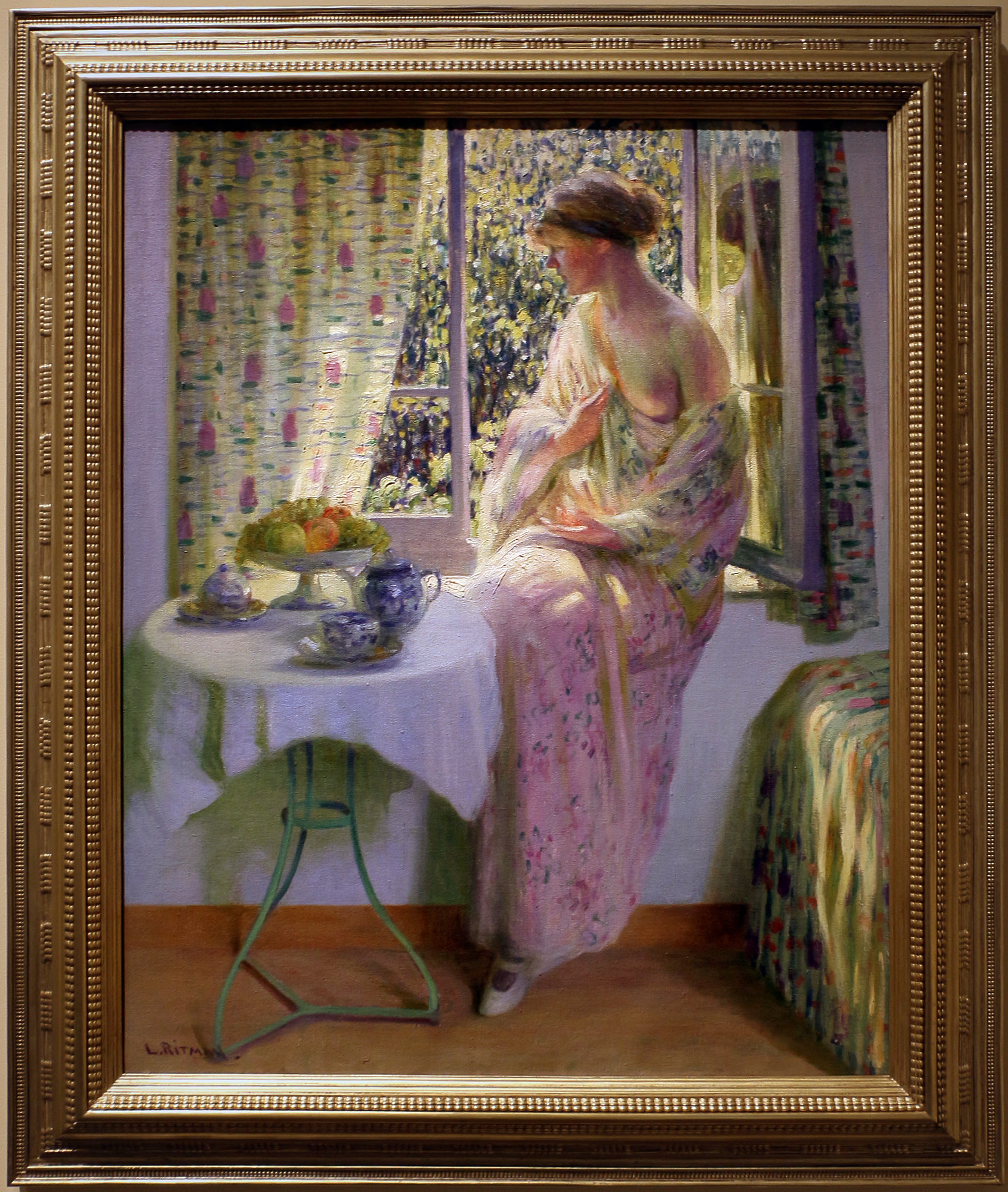
Louis Ritman, Morgensonne, um 1913. Indianapolis Museum of Art

Louis Ritman (* 20. Juli 1889 in Kamjanez-Podilskyj, Russisches Reich; † August 1963 in Winona, Minnesota) war ein amerikanischer Maler des Impressionismus. Einen großen Teil seines Ruhmes verdankt er den Werken, die er während seines Aufenthalts in Giverny, Frankreich, der Wahlheimat von Claude Monet, schuf.

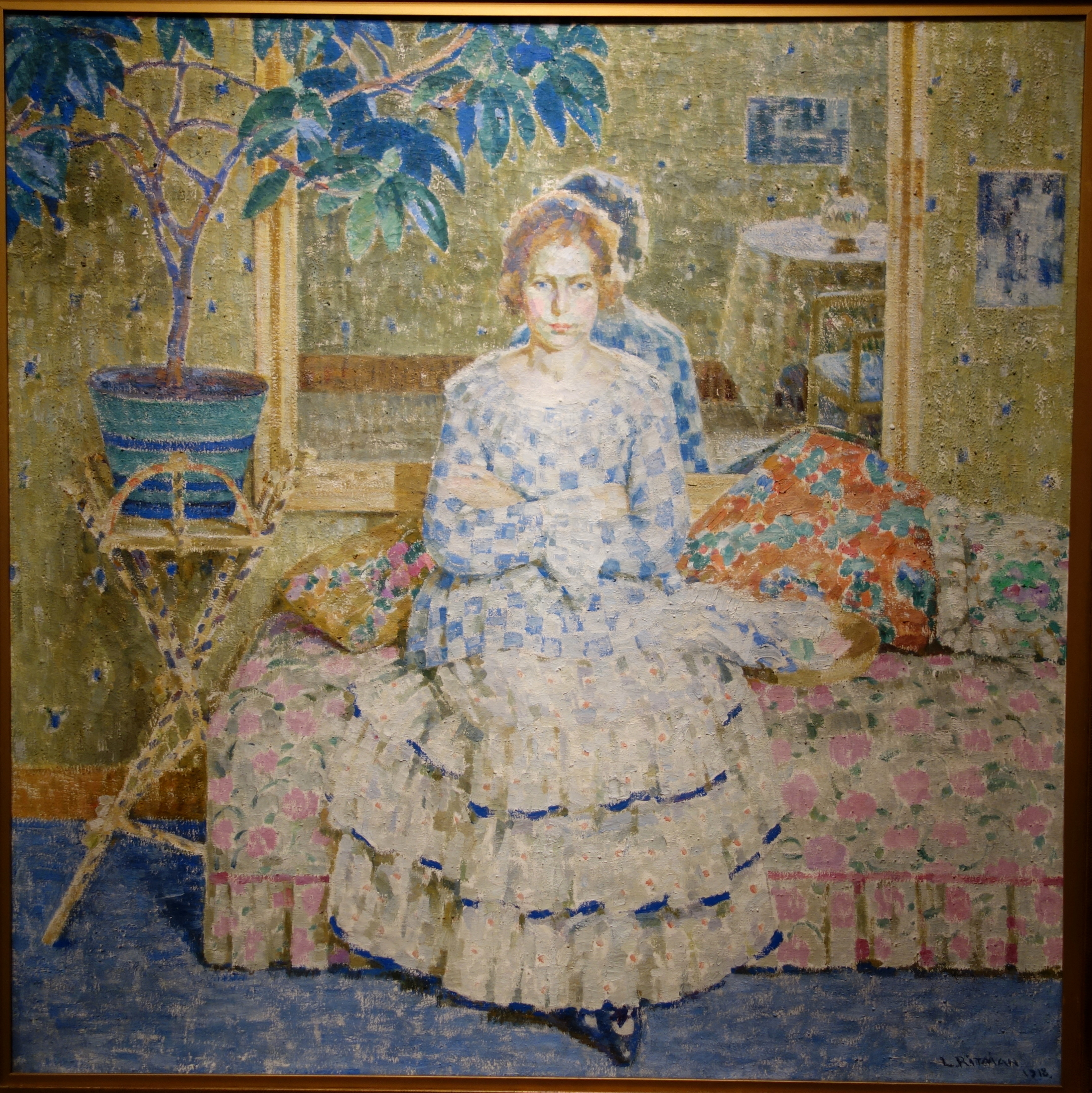
Louis Ritman, Faru vor einem Spiegel, 1918. New Britain Museum of American Art

## Leben
Louis Ritman wurde 1889 in Kamianets-Podilskyi im Russischen Reich geboren und zog um 1900 mit seiner Familie nach Chicago. Dort besuchte er Zeichenkurse am Hull House und studierte anschließend an der School of the Art Institute of Chicago sowie an der Chicago Academy of Fine Arts. Es folgte ein kurzer Aufenthalt an der Pennsylvania Academy of the Fine Arts in Philadelphia. 1909 ging er auf Anraten von Lawton S. Parker nach Paris. Er schrieb sich an der Ecole des Beaux Arts und der Académie Julian ein, doch der Wendepunkt seiner Karriere war die Begegnung mit dem Impressionisten Frederick Carl Frieseke in einem Pariser Café. Frieseke lud ihn nach Giverny ein, wohin er 1911 zum ersten Mal reiste, und von diesem Zeitpunkt an wandelte sich sein Stil von der akademischen Malerei hin zu einem impressionistischen Stil. Nachdem er sich dem Impressionismus zugewandt hatte, mietete Ritman im folgenden Jahr ein Haus in Giverny, in der Nähe des Hauses von Claude Monet (1840–1926). In der kleinen Stadt mit ihren schönen Gärten, Landschaften und malerischen ländlichen Szenen lebten viele amerikanische Künstler, darunter Frederick Carl Frieseke und Richard E. Miller (1875–1943), mit dem er zusammen malte.

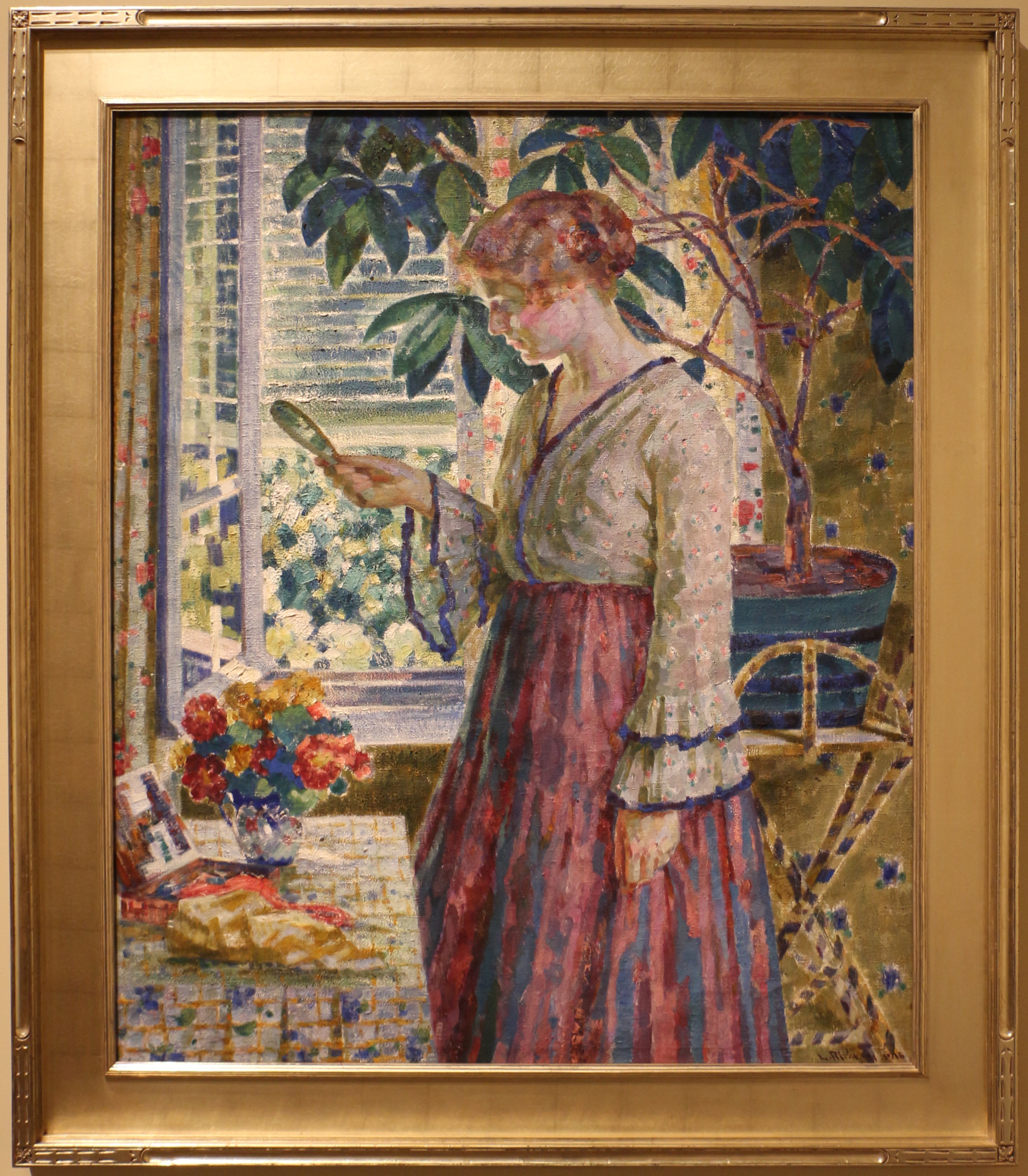
Louis Ritman, Sonniges Fenster, 1918. Indianapolis Museum of Art

Während des Ersten Weltkriegs blieb Louis Ritman in Frankreich und kehrte erst 1915 für eine Ausstellung im Art Institute of Chicago zurück. Während seiner Jahre in Frankreich stellt Ritman weiterhin regelmäßig in den Vereinigten Staaten aus und erhält zahlreiche Einzelausstellungen, darunter mehrere im Art Institute (1915, 1920, 1923) und im Mittleren Westen sowie in New York in der Macbeth Gallery (1919, 1925) und den Milch Galleries (1924, 1929). 1930 kehrt Ritman endgültig nach Chicago zurück und wird Professor für Malerei an der School of the Art Institute. Von 1951 bis 1963 verbrachte er die Sommer im Südosten Michigans. Ritman starb 1963 in Winona, Minnesota.

## Werk
Louis Ritman ist bekannt für seine impressionistischen Darstellungen weiblicher Figuren, oft in Gärten oder Interieurs, die in gedämpftes Sonnenlicht gebettet sind. Sein Stil zeigt Einflüsse von Künstlern wie Frederick Carl Frieseke und Richard E. Miller, hat aber eine eigene, charakteristische Note. In seinen späteren Werken werden die Pinselstriche strukturierter und blockhafter, was den Einfluss von Paul Cézanne widerspiegelt.